# ウルバヌス6世 (ローマ教皇)
ウルバヌス6世（Urbanus VI, 1318年 - 1389年10月15日）は、中世のローマ教皇（在位：1378年 - 1389年）。ナポリ出身、本名はバルトロメーオ・ディ・プリニャーノ（Bartolomeo Prignano）。14世紀後期、アヴィニョン捕囚の時期が終わった後に選出されたローマ教皇。在位中に対立教皇が選出され、教会大分裂の事態となる。

## 生涯
ナポリで平民の子として生まれる。神学と教会法を学び、アヴィニョン教皇庁尚書院に勤め、1363年または1364年にアチェレンツァ司教となり、1377年には教皇グレゴリウス11世によりバーリ大司教と教皇庁尚書院長官に任じられた。敬虔で実務に長けた人物だったという。
同年にグレゴリウス11世はアヴィニョンからローマに帰還し、翌1378年3月27日に死去した。4月にローマで行われた教皇選挙（コンクラーヴェ）では、「ローマ人かイタリア人教皇を」と叫ぶ群集が選挙会場を取り囲んだ。フランス人が多数派の枢機卿らは、身の危険を感じる中プリニャーノを選出した。現在までプリニャーノは、枢機卿団以外から選出された最後の教皇である。
ウルバヌス6世は選出後、性急に教会の改革を宣言して高圧的な態度に出た。穏和と分別に欠け、枢機卿達を侮辱したり粗暴で傲慢な教皇の態度に反発したフランス人枢機卿らは、同年9月にアナーニへ集まり、教皇選挙は脅迫のもと行われたので無効であるとして、フランス王シャルル5世の支援を得てクレメンス7世を新教皇（対立教皇）に選出し、フランス、ナポリ、カスティーリャ、アラゴン、ポルトガル、スコットランドが支持した為、教会大分裂の事態に至った。ウルバヌス6世はローマを固めクレメンス7世をローマへ入らせず（クレメンス7世はアヴィニョンへ退去）、離反した枢機卿達を免職し、新たに29人の枢機卿を補充した（うちフランス人枢機卿は3人だけ）。彼には後に聖人となるシエナのカタリナ、神聖ローマ帝国、イングランド、ハンガリー、北欧諸国の支持があった。
ウルバヌス6世は事態打開のため、1382年にローマ王ヴェンツェルの妹アンナとイングランド王リチャード2世の結婚を仲介、アヴィニョン支持派のナポリ女王ジョヴァンナ1世を暗殺した又従弟のカルロ3世のナポリ王位を承認したが、カルロ3世と対立していたルイ1世・ダンジューはクレメンス7世の支持を取り付け、王位継承戦争を引き起こした。だがその後、ウルバヌス6世はカルロ3世と仲違いして戦争になり、反対派と見做した6人の枢機卿を拷問にかけたり、ナポリへ出陣して惨敗、ノヴァーラで籠城していたところをナポリ軍に包囲され、辛うじてローマへ退却する有様だった。1389年に死去、ナポリ軍に包囲された時に転倒して重傷を負ったことが死因とされるが、毒殺説もささやかれている。
教会統治で何ら業績を上げることなく死去、次の聖年を1390年に定めたことが唯一の業績になっている。次のローマ教皇はボニファティウス9世が選出されたが、教会大分裂は依然として長引き解決の見通しが立たなかった。カルロ3世とルイ1世のそれぞれの息子ラディズラーオ1世とルイ2世・ダンジューもナポリ王位争奪戦を続け、両者は教会大分裂に介入して混乱に拍車をかけていった。